# Ridolini e la collana della suocera
Ridolini e la collana della suocera è un film del 1953 diretto da registi vari.
Il film antologico contiene 7 corti comici muti, della durata massima di 10 minuti, dell'attore e regista Larry Semon, creatore della maschera di Ridolini, presentati da Tino Scotti.

## Trama
L'audace impresa di Ridolini (The Barnyard)
Ridolini cerca di dormire assieme al compagno burbero Ollio in una stanza di una fattoria. Ma i due non sono in buoni rapporti e presto iniziano a litigare, anche perché una gallina dispettosa depone le uova facendole cadere in testa ai due; così ognuno pensa che l'altro gli faccia il dispetto. Anche gruppi di anatrelle, gatti e cavalli entrano nella stanza impedendo ai due di dormire. Ollio visto che ha perso il sonno cerca di distrarsi ma ogni occasione è buona per litigare con Ridolini che esasperato gli tende una trappola. Quando Ollio ci casca finisce in groppa ad un toro infuriato che lo spedisce su un campo di cactus. Intanto Ridolini sta chiacchierando con la ragazza figlia dei due fattori e poi danza con un ballerino nero, mentre la massaia senza volerlo scaglia nel catino dell'acqua una bottiglia di grappa che aveva sottratto al marito ubriacone. Ben presto l'intera famiglia agricola si ubriaca e con essa anche gli animali che improvvisano buffe e strane danze.

## Distribuzione

### Edizione italiana
La pellicola fu distribuita in Italia dalla O.R.A. film di Roma.